# Observatoire astronomique de l'université de Kiev
L'observatoire astronomique de l'université de Kiev (en ukrainien : Астрономічна обсерваторія Київського університету), ou encore observatoire Fedorov, est un observatoire astronomique situé à Kiev, en Ukraine.
Le projet initial était de l'inclure dans les bâtiments de l'Université, mais le choix fut fait par l'architecte Vincent Beretti d'en faire un bâtiment séparé, commencé en 1841 et inauguré en 1845. C'est une tour octogonale.
Le bâtiment fait l'objet d'une inscription au monument national ukrainien et patrimoine d'intérêt national n°890.

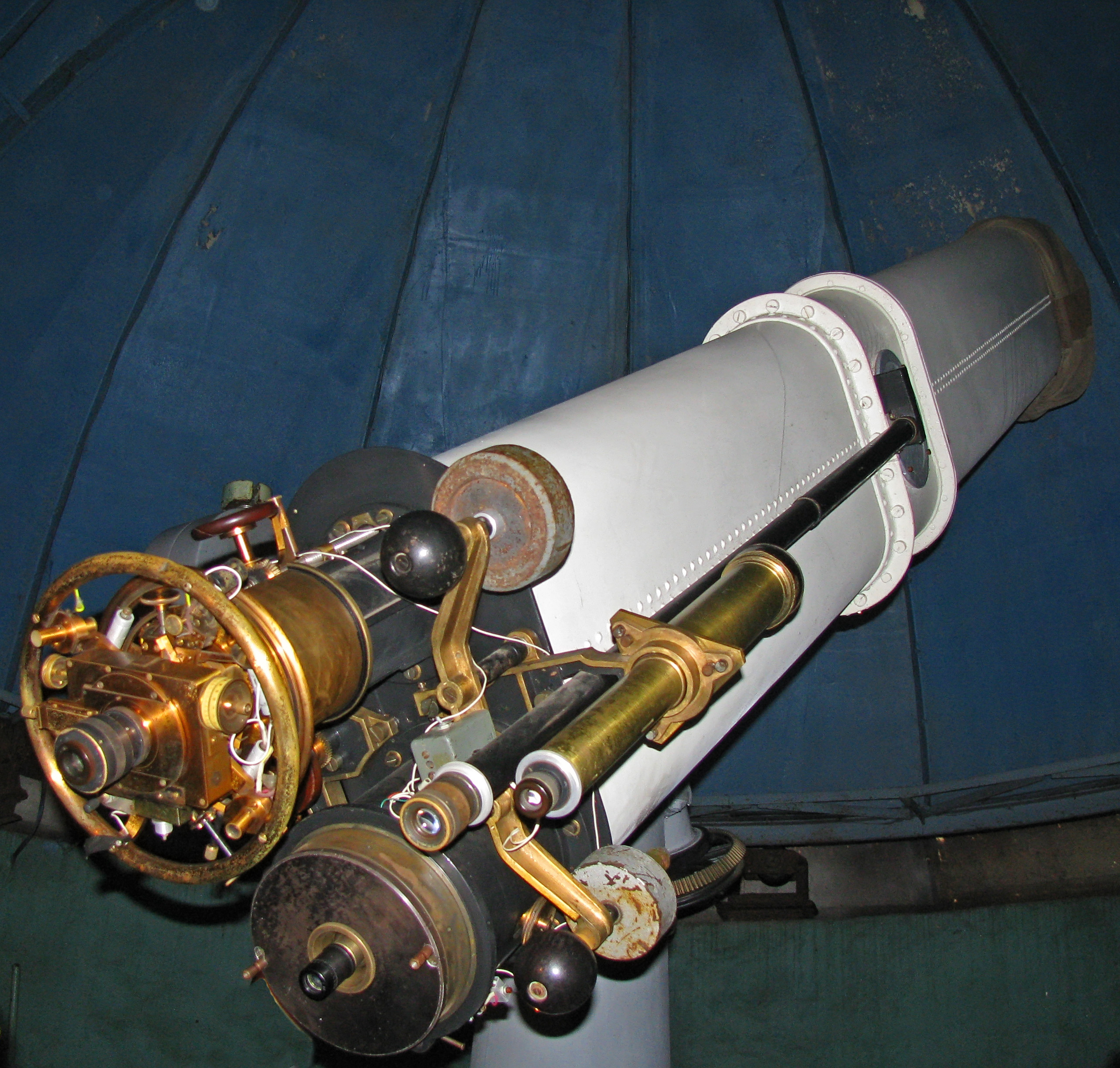
Le télescope.

Il comporte aussi un musée qui détient plusieurs instruments notables :
- un télescope d'Ertel de 1838,
- un de Repsold de 1895,
- un cercle méridien de Repsold de 1870.